# 野村光一
野村 光一（のむら こういち、1895年9月23日 - 1988年5月22日）は、日本の音楽評論家。

## 経歴
- 大阪府生まれ。京都府立第二中学校（現・京都府立鳥羽高等学校）を経て、1920年、慶應義塾大学文学部哲学科卒業。小宮豊隆に師事[1]。
- 1921年に渡英。ロンドンの王立音楽アカデミーでピアノを学ぶ。このころ、ブゾーニやラフマニノフの演奏に接する。さらにドイツに渡り、1923年に帰国した後、新聞や雑誌で評論活動をおこなう。
- 1932年に堀内敬三らと「音楽コンクール」（現「日本音楽コンクール」）の創設に関わり、このコンクールの発足時から審査委員長と理事を務める。（1988年より「野村賞」新設）
- 1944年、毎日新聞社に入社。
- 1963年、日本ショパン協会会長に就任（1981年まで）
- 1967年、紫綬褒章受章。
- 1968年、勲四等旭日小綬章受章。
- 1984年、モービル音楽賞受章。

## その他
娘の輝子は東京藝術大学ピアノ科を卒業し、谷崎潤一郎の娘にピアノを教えていたが、安田善次郎の曾孫で建築設計士の安田紫気郎と結婚した。遠縁に佐々木勇之助（佐々木の妻の兄の養子が光一の父）

## 出演番組
- 音楽の窓（NHKラジオ）
- 音楽クラブ「音楽時評」（NHKラジオ第2）
- 私たちの演奏会（NHKラジオ第2）
- 芸術展望（NHK-FM）

## 主要著作
- 『樂壇隨想』（ビクター出版社、1931年）
- 『レコード音樂讀本』（中央公論社、1934年）
- 『名曲に聴く』上・下（創元社、1940年）
- 『批評から見た音樂二十年』（音樂評論社、1948年）　山根銀二と共著
- 『ピアノ音楽史』（音楽之友社、1951年）
- 『レコードに聴くピアノ音楽』（音楽之友社、1953年）
- 『音楽の窓』（音楽之友社、1958年）
- 『ピアニスト』（音楽之友社、1973年）
- 『ピアノ回想記 : ピアノに憑かれて七〇年』（音楽出版社、1975年）
- 『野村光一音楽随想 : ワーグナーは敗けだ』（音楽之友社、1985年）